# Sispony
Sispony es una aldea de Andorra, en la parroquia de La Massana, en la ribera derecha del Ordino , de 1.037 habitantes (en 2010).
En la calle mayor se encuentra el Museo Casa Rull , una casa del siglo XVII transformada en una casa museo de una familia típica andorrana del siglo XIX y principios del siglo XX .